# Thorsby
Thorsby är en ort i Chilton County, Alabama, USA. Vid folkräkningen år 2000 uppgick invånarantalet till 1 820 personer. Stadens borgmästare heter Dearl Hilyer. 

## Historia
Thorsby började bebyggas av 1865 av tre svenskar, och etablerades 1901 av nordiska invandrare som ursprungligen bosatt sig i New England, men som sökte ett milt klimat och bördig jord för odling av livsmedel. En av de första bosättarna var värmlandsbördige Theodore T. Thorson, som sedermera gav staden dess namn.
Staden växte snabbt, med ett hotell, ett sågverk och trävaruindustri, och två vingårdar grundlades de första åren. Staden Thorsby sågs som det förlovade landet för skandinaver som ville flytta till ett behagligare och bördigare klimat. Den bördiga jorden i sydöstra USA gav stora skördar av druvor, men även andra frukter, som jordgubbar och persikor. Chilton County, Alabama, är särskilt känt för sina persikor.
Grundarna bildade "Concordia Land and Improvement Association" och marknadsförde sin nya hemort i New Englands tidningar. Många skandinaver tog tåget till Alabama för att starta ett bättre liv och Thorsby blev känt som "Little Swede Town" av lokalbefolkningen.
Många av Thorsbys invånare räknar sig som skandinaver. Detta märks särskilt i samband med Swedish Fest som hålls i staden, med parad, skönhetstävling och hantverksutställning. City Council arbetar långsiktigt för att utöka de svenska inslagen.